# 蒙蒂尼亚克-拉斯科
蒙蒂尼亚克-拉斯科（法語：Montignac-Lascaux，法語發音：[mɔ̃tiɲak lasko]，2020年之前名为蒙蒂尼亚克 (Montignac)），亦称韋澤爾河畔蒙蒂尼亚克（Montignac-sur-Vézère，[mɔ̃tiɲak syʁ vezɛʁ]），是法国多尔多涅省的一个市镇，位于该省东部，属于萨拉拉卡内达区。拉斯科洞窟壁画发现于此。

## 地理
蒙蒂尼亚克-拉斯科（45°3'59"N, 1°9'41"E）面积37.15 平方千米，位于法国新阿基坦大区多爾多涅省，该省份为法国西南部内陆省份，是法國本土面积第三大的省，大致对应佩里戈尔地区，北起顺时针与夏朗德省、上维埃纳省、科雷兹省、洛特省、洛特-加龙省、吉倫特省和滨海夏朗德省接壤。
与蒙蒂尼亚克-拉斯科接壤的市镇（或旧市镇、城区）包括：佩里戈尔地区欧里亚克、欧巴斯、拉沙佩勒欧巴雷伊、方拉克、科利-圣阿芒、瓦洛茹、托纳克。
蒙蒂尼亚克-拉斯科的时区为UTC+01:00、UTC+02:00（夏令时）。

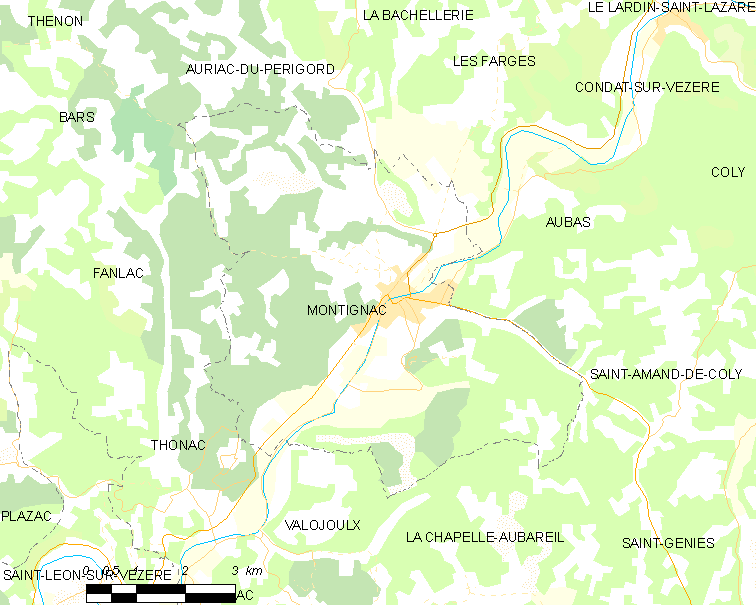
蒙蒂尼亚克-拉斯科的OSM定位图

## 行政
蒙蒂尼亚克-拉斯科的邮政编码为24290，INSEE市镇编码为24291。

## 政治
蒙蒂尼亚克-拉斯科所属的省级选区为人谷县。

## 交通
多尔多涅省省道D45线、D46线、D65线、D67线、D704线、D704E1线和D706线在境内交汇。

## 人口

1962-2008年间蒙蒂尼亚克-拉斯科人口变化图示

蒙蒂尼亚克-拉斯科于2022年1月1日时的人口数量为2760人。